# Tina Motoc
Florentina Motoc, detta Tina (Dorohoi, 1980 – Torino, 17 febbraio 2001), è stata una donna di origini rumene, vittima del serial killer Maurizio Minghella.

## Biografia
Tina Motoc nasce a Dorohoi, un comune rumeno della Moldavia Rumena, nel 1980 da una famiglia di operai. Il fallimento della fabbrica dove lavoravano il padre e il fratello di Tina la costringe a lasciare il paese in cerca di occupazione. Trova lavoro in Turchia ma qui cade preda della tratta di esseri umani e dello sfruttamento della prostituzione. Rimasta incinta, le viene permesso di tornare in patria per partorire, ma dopo il parto i suoi protettori la costringono a ripartire verso Torino.
Il 9 febbraio 2001 Tina scompare. Il suo corpo viene ritrovato senza vita otto giorno dopo lungo un canale di irrigazione che attraversa un campo nelle vicinanze di uno svincolo dell'Autostrada A55 tra Pianezza e Collegno. L'assassino ha cercato di sbarazzarsi dei suoi vestiti e del suo corpo bruciandoli, sul cadavere vengono infatti ritrovati diversi segni di bruciatura sulle gambe e sul piede destro, il viso e il capo sono visibilmente feriti, le mani sono legate dietro alla schiena e i collant della ragazza sono stretti attorno al collo. Le lancette del suo orologio sono ferme alle ore 04:46, probabilmente il momento in cui il pestaggio è cominciato; secondo le indagini la giovane è deceduta nella notte tra il 16 e il 17 febbraio. Per diverso tempo il corpo sconosciuto di Tina resta nell'obitorio comunale di Mirafiori.
Il corpo viene identificato solo successivamente, attraverso la mobilitazione di alcune associazioni e della Chiesa Ortodossa. Sempre grazie all'intervento di alcune associazioni che operano sul capoluogo piemontese: Libera, Gruppo Abele e Acmos, si risale all'identità della famiglia della ragazza e le viene concessa una degna sepoltura. Il 9 marzo 2002 l’associazione Libera ottiene il nulla osta dalla Procura di Torino per portare il suo corpo a Dorohoi.
In seguito ad una funzione ortodossa nella città in cui trovò la morte, un carro funebre partì da Torino e dopo 3 giorni arrivò nella città natale.

## Le indagini
Il 7 marzo 2001 Maurizio Minghella viene arrestato per aver aggredito una prostituta albanese vicino al luogo in cui era stato trovato il corpo di Tina, le forze dell'ordine riescono così a collegare i due eventi. L'uomo, 44 anni, ex-pugile, era già noto come "il mostro di Genova" per aver ucciso quattro donne (di cui una minorenne) ed essere stato condannato all’ergastolo nel 1979. Dopo 16 anni di carcere riuscì nel 1995 ad ottenere la semilibertà e fu trasferito nel carcere Delle Vallette di Torino, a soli 4 km dal punto in cui Tina perse la vita. Lavorava come falegname presso una comunità di recupero e intorno alle 22 tornava a dormire in carcere, ogni giorno trascorreva almeno cinque ore senza controllo, ma quel giorno non si presentò al lavoro.
A casa di Minghella vengono trovati il cellulare di Tina e degli scarponi, sui quali sono state rinvenute tracce di foglie e terriccio identiche a quelle presenti sul luogo di ritrovamento del cadavere. Minghella viene sottoposto a misure cautelari anche in relazione a undici rapine e violenze sessuali perpetrate ai danni di prostitute che lavoravano nella stessa zona.
Il 4 aprile 2003 Minghella viene condannato dalla Corte d'Assise di Torino all'ergastolo per l'omicidio di Tina Motoc e a 30 anni di carcere per gli omicidi di Cosima Guido e Fatima H'Didou.

## Memoria
Un mese dopo la morte di Tina a Torino viene organizzata una marcia intitolata "Un fiore per Tina" che vede una forte partecipazione cittadina. Da quel momento, il 9 febbraio di ogni anno i cittadini si ritrovano per ricordare la scomparsa di Tina Motoc.
È ricordata ogni anno il 21 marzo nella Giornata della Memoria e dell'Impegno di Libera. Associazioni, nomi e numeri contro le mafie, la rete di associazioni contro le mafie, che in questa data legge il lungo elenco dei nomi delle vittime di mafia e fenomeni mafiosi, le è inoltre stato dedicato un presidio di Libera a Torino.
A Tina è dedicata Casa Acmos, sede dell'omonima associazione torinese.